# Alexander Gordon, 2. Baronet
Sir Alexander Gordon, 2. Baronet (* 1650; † 1726) war ein schottischer Adliger.

## Leben
Er entstammte einer Nebenlinie des Clan Gordon und war der zweite Sohn des William Gordon (1614–1679), Gutsherr von Earlston in Berwickshire, aus dessen Ehe mit Mary Hope († 1696), Tochter des Richters am Court of Session John Hope, Lord Craighall (1605–1654).
Er war überzeugter Presbyterianer und stand damit in Opposition zum Stuart-König Karl II., der versuchte, die Anglikanische Staatskirche auch auf Schottland auszudehnen. Gemeinsam mit seinem Vater beteiligte er 1679 sich an der erfolglosen Rebellion der presbyterianischen Covenanters. In der Schlacht von Bothwell Bridge am 22. Juni 1679 unterlagen sie den Regierungstruppen. Sein Vater wurde im Kampf getötet, Alexander konnte fliehen und entkam in die Niederlande. In Abwesenheit wurde er am 19. Februar 1681 vom High Court of Justiciary wegen Landesverrats zum Tode verurteilt und seine Ländereien eingezogen.
Bei der Überfahrt zu einem konspirativen Treffen in Newcastle wurde er 21. August 1683 auf See von Zollbeamten aufgegriffen und verhaftet. Er wurde zunächst in Edinburgh Castle inhaftiert und dort zwischen November 1683 und Januar 1684 zu seinen Kenntnissen über die Rye-House-Verschwörung verhört. Auf persönliche Anordnung König Karls II. geschah das Verhör unter Folter. Da es ungewöhnlich war einen zum Tode verurteilten Häftling zu foltern, hatte der schottische Kronrat erst nach einigem Zögern der Anordnung des Königs zugestimmt. Aufgrund der Fürsprache seines Verwandten George Gordon, 1. Duke of Gordon, wurde die Vollstreckung der Todesstrafe vorerst ausgesetzt, auch um ihn in laufenden Verfahren gegen weitere Verschwörer als Zeuge verhören zu können. Er wurde in verschiedene Gefängnisse, darunter der Bass Rock, und schließlich nach Blackness Castle verlegt und unternahm mehrere erfolglose Fluchtversuche. Nach der 5. Juni 1689 Glorious Revolution wurde er schließlich begnadigt und aus dem Gefängnis entlassen.
Im Dezember 1718 erbte er beim Tod seines jüngeren Bruders Sir William Gordon, 1. Baronet, dessen Adelstitel als 2. Baronet, of Earlston and Afton in the Stewartry of Kirkcudbright.

## Ehen und Nachkommen
In erster Ehe heiratete er am 16. November 1676 Janet Hamilton, Tochter des Sir Thomas Hamilton of Preston. Mit ihr hatte er sieben Kinder:
- Anne Gordon (1670–1761) ⚭ 1697 John Neilson of Corsock;
- Mary Gordon (1681–1723) ⚭ 1701 Edward Goldie of Craigmuie;
- Sir Thomas Gordon, 3. Baronet (1685–1769);
- Margaret Gordon (1687–1715) ⚭ 1706 John McCartney of Blacket;
- Robert Gordon (1688–1750);
- Archibald Gordon (1691–1754) ⚭ 1721 Janet Young;
- Janet Gordon (1692–1725) ⚭ 1713 William Martin of Kirkland.

Am 8. März 1698 heiratete er in zweiter Ehe Hon. Marion Gordon, Tochter des Alexander Gordon, 5. Viscount Kenmure. Mit ihr hatte er zwei Kinder:
- Grizell Gordon (1703–1740) ⚭ 1721 Alexander Gordon of Carleton;
- William Gordon (1706–1757) ⚭ 1740 Isabel McCulloch Gordon.